# Народный художник Азербайджана
«Народный художник Азербайджана» (азерб. Xalq rəssamı) — почётное звание Азербайджанской Республики, присваиваемое за особые заслуги в развитии азербайджанской культуры.

## Присвоение
Президент Азербайджанской Республики присваивает почётное звание по личной инициативе, а также по предложению Национального Собрания и Кабинета Министров только гражданам Республики. Согласно указу почётное звание «Народный художник Азербайджана» не может быть повторно присвоено одному и тому же лицу.
Удостоенное почётного звания лицо может быть лишено почетного звания в случае:
1. осуждении за тяжкое преступление;
2. совершения проступка, запятнавшего почётное звание

## Указ об учреждении
Почетное звание «Народный художник Азербайджана» было учреждено указом Президента Азербайджанской Республики от 22 мая 1998 года наряду с некоторыми другими званиями:

## Описание
Лица, удостоенные почётного звания «Народный художник Азербайджана» также получают удостоверение и нагрудный знак почётного звания Азербайджанской Республики. Нагрудной знак почётного звания должен носиться на правой стороне груди.

## См.также
- Список народных художников Азербайджана
- Государственные награды Азербайджана
- Почётные звания Азербайджана
- Заслуженный работник культуры Азербайджана